# سابين ترتيل
سابين ترتيل (بالفرنسية: Sabin Berthelot)‏ (و. 1794 – 1880 م) هو عالم نبات من فرنسا . ولد في مارسيليا.
وكان عضواً في الأكاديمية الألمانية للعلوم ليوبولدينا .
توفي في سانتا كروث دي تينيريفه ، عن عمر يناهز 86 عاماً.

## التعليم
تعلم في Lycée Thiers